# 花布辰男
花布 辰男（はなぶ たつお、1912年12月17日 - 没年不詳）は、日本の俳優。本名同じ。花布 辰夫と表記に揺れがある。大映の名脇役の一人である。

## 来歴・人物
1912年（大正元年）12月17日、東京府東京市深川区（現在の東京都江東区）に生まれる。1930年（昭和5年）、東京府立第三中学校（現在の東京都立両国高等学校）卒業と共に日本映画俳優学校の1期生として入校し、1934年（昭和9年）に卒業する。同期に織田政雄がいた。
1937年（昭和12年）、新興キネマ大泉撮影所に入社し、同年に公開された青山三郎監督映画『煙る故郷』で映画デビュー。以後、脇役として多数の作品に出演した。1942年（昭和17年）、大映に統合された後は東京撮影所に所属し、1971年（昭和46年）に倒産するまで脇役として長く活躍した。
倒産後はフリーとなり、映画だけでなくテレビドラマの出演を続けていたが、1974年（昭和49年）7月22日から9月28日まで放映されたフジテレビ制作のテレビドラマ『愛染かつら』に出演して以降の出演作品が見当たらず、以後の消息は不明である。没年不詳。

## 出演
- 妖僧 (1963年)
- なみだ川 (1967年)
- 砂糖菓子が壊れるとき (1967年)
- 怪談雪女郎 (1968年)
- あゝ陸軍隼戦闘隊（1969年、大映）
- 女賭博師壷くらべ (1970年、大映)
- 火曜日の女シリーズ / 逃亡者 -この街のどこかで-（1970年、大映テレビ室・日本テレビ）